# Madrid Open 1996 - Doppio
Il doppio del torneo di tennis Madrid Open 1996, facente parte del WTA Tour 1996, ha avuto come vincitrici Jana Novotná e Arantxa Sánchez Vicario che hanno battuto in finale 7–6, 6–2 Sabine Appelmans e Miriam Oremans.

## Teste di serie
Le prime 2 teste di serie hanno ricevuto un bye per il 2º turno
1. Jana Novotná /  Arantxa Sánchez Vicario (campionesse)
2. Lisa Raymond /  Rennae Stubbs (quarti di finale)
3. Sabine Appelmans /  Miriam Oremans (finale)
4. Amy Frazier /  Kimberly Po (quarti di finale)

## Tabellone

### Legenda
| - Q = Qualificato - WC = Wild card - LL = Lucky loser | - ALT = Alternate - SE = Special Exempt - PR = Protected Ranking | - w/o = Walkover - r = Ritirato - d = Squalificato |